# كالي صامويلسون
كالي صامويلسون هو لاعب باندي ‏ سويدي، ولد في 15 فبراير 1986.